# Alagia Fieschi
buona da sé, pur che la nostra casa

non faccia lei per essempro malvagia;

e questa sola di là m’è rimasa».»
Alagia Fieschi (o Alasia, Alterixia, Adalasia, Alaxia) (Contea di Lavagna, ante 1270 – Genova, San Donato ?, post 1344) è stata una nobile italiana, menzionata nel XIX Canto del Purgatorio di Dante Alighieri.

## Biografia
Figlia di Nicolò, della famiglia dei conti di Lavagna, nipote di papa Adriano V, al secolo Ottobono Fieschi, diventa moglie di Moroello Malaspina negli anni Ottanta del XIII secolo. 
Le vengono attribuiti tre figli: Manfredina, Luchino e Fiesca. Rimasta vedova, tra il 1313 e il 1315, va ad abitare presso la figlia Manfredina, anch'ella vedova, di Alaone Grimaldi. Numerosi documenti ci parlano di Alagia: in quanto procuratrice della sorella Giovanna, il 5 ottobre 1325 Giovanni da Vigo cedeva a lei i possedimenti in Lunigiana; il 29 maggio 1327 la figlia Fiesca le cedeva il lascito testamentare di 1000 libre fattole dal padre Moroello; il 20 marzo 1328 Alagia prestava per un anno 10 fiorini a Ugo del fu Francesco degli Enrighini da Pontremoli; il 10 giugno 1334, suo fratello, il cardinale Luca Fieschi del titolo di Santa Maria in via Lata, a suo tempo prescelto per incoronare Enrico VII, le cedeva l'usufrutto di quote sul debito pubblico della città. Alagia, passata ad abitare in una casa che apparteneva alla sua famiglia a San Donato, redige uno degli ultimi atti che la riguardano il 1º febbraio 1343. 
costituisce procurature Rainerio da Moneglia. L’atto è rogato in Genova nella casa di detta Alasia, posta in S. Donato.»
 Il 19 aprile 1344, ormai molto vecchia, dettava un codicillo al proprio testamento per restituire alla figlia Fiesca quanto da essa aveva ricevuto nella cessione del 1327.
Alagia è ricordata da Dante in Pg XIX 142-145. Le ultime parole che Adriano V scambia con Dante, parole evidentemente decontestualizzate, sono intese a celebrare la donna che Dante aveva conosciuto personalmente nel 1307, in occasione del suo soggiorno in Lunigiana, nel castello di Giovagallo. Marco Santagata definisce i versi dedicati ad Alagia come i più "squisitamente cortigiani" di Dante, "un capolavoro diplomatico", in quanto Adriano V, lodando Alagia come l'unica che lo ricorda, ma che rischia d'essere resa malvagia dall'esempio della famiglia, condanna le altre sue nipoti. Santagata, dunque, interpreta il passo come un omaggio di Dante a Moroello Malaspina, di cui divenne amico presumibilmente tra il 1303 e il 1307. Questa amicizia, che comprende anche gli altri membri del ramo dello "Spino Secco", durò fino alla morte di Moroello. Dante lo definisce "vapor di Val di Magra" nel canto XXIV dell'Inferno, v. 145. 
Altra lettura, in una prospettiva diversa, dà di questi versi Gioacchino Paparelli, che così li commenta: 
 Le parole del papa appaiono a Paparelli dense di affetto e di rimpianto, essendo Alagia l'unica speranza di espiare i suoi peccati più rapidamente grazie alle sue preghiere. Secondo la definizione che diede del Purgatorio il secondo Concilio di Lione del 1274, poi ribadita nel Concilio di Firenze del 1439 e nel Concilio di Trento del 1563, le preghiere dei viventi possono contribuire all'espiazione dei peccati da parte dei penitenti nell'oltretomba purgatoriale.